# Góry Kirgiskie

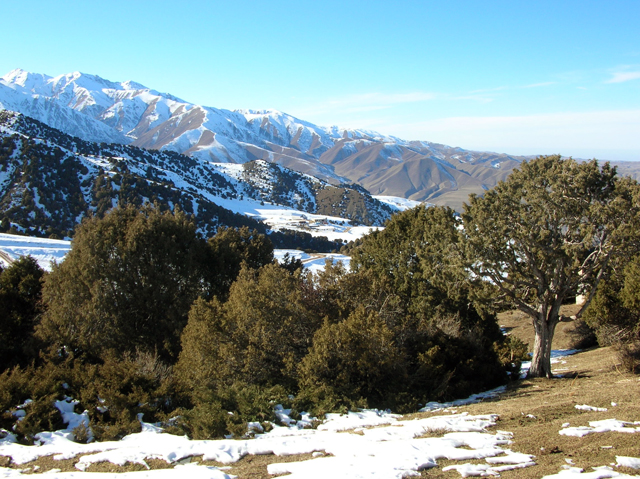
Góry Kirgiskie

Góry Kirgiskie (Ałatau Kirgiski; kirg.: Кыргыз Алатоосу, Kyrgyz Ałatoosu; kaz.: Қырғыз Алатауы, Kyrgyz Ałatauy; ros.: Киргизский хребет, Kirgizskij chriebiet) – pasmo górskie w Tienszanie, w Kirgistanie i Kazachstanie. Rozciąga się na długości ok. 370 km, od jeziora Issyk-kul na wschodzie, do rzeki Tałas, w okolicach miasta Taraz na zachodzie. Najwyższy szczyt Alamüdün Zachodni (znany też pod nazwą - Pik Semionova Tien-Shanskogo) ma wysokość 4875 m n.p.m. Powyżej granicy 3700 m n.p.m. znajdują się wieczne śniegi i lodowce górskie. Występują źródła mineralne.